# Llista d'asos de l'aviació de la Primera Guerra Mundial amb 10 victòries
El terme as fou utilitzat per primer cop per la premsa francesa durant la Primera Guerra Mundial, descrivint Adolphe Pégoud com l'as, després d'haver abatut 5 aparells alemanys. Al principi de la Primera Guerra Mundial encara no existien els combats aeris i els aparells eren únicament de reconeixement. Tan bon punt els aparells van començar a ser capaços d'abatre o de forçar a aterrar altres aparells, sistemes d'acreditació de victòries van aparèixer.
En els primers passos de l'aviació militar, diferents serveis aeris van desenvolupar diferents mètodes d'acreditació de victòries aèries. Cap d'aquests sistemes era 100% fiable i eren constantment subjectes a variacions. De fet, el nombre de victòries per a ser considerat com un as oficialment variava depenent del servei militar.
Els alemanys no utilitzaven el terme as sinó que es referien als pilots alemanys amb 10 victòries com a Überkanone, assignant cada victòria a un pilot en concret, i només després d'haver verificat visualment la destrucció total o parcial de l'aparell enemic. El sistema de l'Armee de l'Air francesa només comptava els aparells totalment destruïts, però acreditaven a tot aquell pilot o observador que hagués participat en la victòria, que en alguns casos podien ser diversos individuals. La majoria de les altres nacions (inclosos els Estats Units) van adoptar el sistema francès. Els aparells britànics lluitaven normalment sobre territori alemany i, per tant, no podien fer servir el mateix mètode que els alemanys, de verificar visualment totes les victòries. Al principi les batalles resultaven sovint en l'oponent forçat a aterrar o expulsat del territori essent obligat a marxar cap al seu territori. Per això, els britànics acreditaven combats categoritzats de decisius pels mateixos comandants d'esquadró; podent incloure aparells alemanys expulsats del territori o aparells que havien estat vistos per última vegada for a de control sense verificar si realment havien acabat estavellant-se. Les acreditacions dels russos reflectien a vegades victòries on l'enemic no havia estat totalment destruït. El terme as mai va ser utilitzat oficialment pels britànics.
Tot i que l'estatus d'as era sovint associat als pilots de caça, tant els bombarders com els aparells de reconeixement, i observadors en aparells biplaça com per exemple el Bristol F.2b (Bristol Fighter) també obtenien victòries sobre l'enemic. En ambdós bàndols, si un aparell biplaça aconseguia una victòria, aquesta era acreditada a ambdós membres de l'equip, tant el pilot com l'observador/metralladora. Com que alguns pilots formaven equips amb diversos observadors/metralladora en aparells biplaça, es podia donar el cas que els observadors fossin asos mentre que els pilots no.

## Llegenda

### Condecoracions
Condecoració* indica que una Barra s'ha afegit a la cinta de la condecoració en qüestió, resultat de l'obtenció de la medalla per segon cop.

Condecoració** i Condecoració*** similarment a l'anterior per al tercer i quart cop respectivament, de l'obtenció de la condecoració.

#### Aliats
| Condecoració | Títol                        | Anotacions |
| ------------ | ---------------------------- | --- |
| AFC          | Air Force Cross              | Expedida per actes de galanteria en vol durant operacions no actives per premiar oficials inclosos els de la Royal Air Force                                                 |
| CBE          | Orde de l'Imperi Britànic    | Orde de cavalleria creat per Jordi V del Regne Unit |
| CdeG         | Creu de Guerra               | Condecoració militar francesa, coneguda per ésser atorgada normalment a forces aliades a França                                                                              |
| BCdeG        | Creu de Guerra               | Condecoració militar belga, coneguda per ésser atorgada normalment a forces aliades a Bèlgica                                                                                |
| CdeLd'H      | Legió d'Honor                | Condecoració militar francesa atorgada per conducta militar/civil excel·lent, sota investigació oficial                                                                      |
| CG           | Croce di Guerra              | Condecoració militar italiana |
| DCM          | Distinguished Conduct Medal  | Condecoració militar britànica |
| DFC          | Distinguished Flying Cross   | Atorgada a oficials de la Royal Air Force al valor i galanteria durant operacions actives contra l'enemic a l'aire                                                           |
| DFC(US)      | Distinguished Flying Cross   | Atorgada a oficials o qualsevol altre militar enllistat amb les forces armades estatunidenques que es distingeix per l'heroisme o la consecució d'algun acte heroic a l'aire |
| DFM          | Distinguished Flying Medal   | Condecoració per a militars de menys rang al reconeixement d'algun acte heroic                                                                                               |
| DSC          | Distinguished Service Cross  | |
| DSO          | Distinguished Service Order  | Atorgada per la consecució d'algun acte meritòri en temps de guerra, normalment en situacions de combat                                                                      |
| DSM          | Distinguished Service Medal  | Equivalent a la Distinguished Service Cross |
| MC           | Creu Militar                 | |
| MOH          | Medal d'Honor                | La condecoració de més nivell atorgada pel govern dels Estats Units |
| MiD          | Mentioned in Despatches      | |
| MM           | Medalla Militar (Regne Unit) | Equivalent a la Creu Militar |
| MM(fr)       | Medalla Militar              | Condecoració de la República Francesa |
| MMV          | Medal of Military Valor      | Condecoració italiana |
| OB           | Order of the Bath            | La quarta orde més antiga de la cavalleria britànica |
| OC           | Order of the Crown           | Condecoració belga |
| OLII         | Order of Leopold II          | Condecoració atorgada per mèrits a Bèlgica |
| OR           | Order of the Redeemer        | Atorgada a tots aquells que han defensats els interessos de Grècia en temps de guerra                                                                                        |
| OSA          | Order of St. Anna            | Condecoració de cavalleria primer de Holstein i més tard de Rússia |
| OSG          | Order of St. George          | Atorgada a oficials militars i generals únicament per la demostració de valor i habilitat front l'enemic                                                                     |
| OSR          | Order of the Star of Romania | Condecoració de més nivell romanesa |
| OSS          | Order of Saint Stanislaus    | Condecoració russa a una carrera civil o servei militar distingits |
| OSV          | Order of St. Vladimir        | Orde imperial russa |
| OWE          | Order of the White Eagle     | Atorgada en reconeixement del servei, tant civil com militar, a favor dels interessos de Polònia                                                                             |
| Cr St Geo    | Cross of St. George          | Condecoració a oficial de poc rang, soldats o mariners en reconeixement del valor mostrat davant l'enemic                                                                    |
| VC           | Victoria Cross               | Condecoració britànica més important, atorgada al valor en front l'enemic |

#### Forces Centrals
| HOH     | House Order of Hohenzollern          | Orde de cavalleria de Hohenzollern                                                      |
| IC      | Creu de Ferro                        | Condecoració de Prússia, més tard d'Alemanya                                            |
| MMC(AH) | Military Merit Cross (Austrohongria) | Condecoració militar de l'Imperi Austrohongarès                                         |
| MMC(P)  | Military Merit Cross (Prussia)       | Condecoració més important al valor de Prússia per a oficials de poc rang i soldats     |
| MMM     | Military Merit Medal (Austrohongria) | Condecoració militar de l'Imperi Austrohongarès                                         |
| MFB     | Medal for Bravery                    | Condecoració militar de l'Imperi Austrohongarès                                         |
| MOMJ    | Military Order of Max Joseph         | Condecoració militar més important de l'Imperi de Baviera                               |
| MOSH    | Military Order of St. Henry          | Condecoració militar més important de l'Imperi de Saxònia                               |
| OIC     | Order of the Iron Crown              | Orde austríaca imperial                                                                 |
| OL      | Order of Leopold                     | Condecoració austríaca com a reconeixement al valor mostrat davant l'enemic             |
| PLM     | Pour le Mérite                       | Condecoració militar més important de Prússia fins a la fi de la Primera Guerra Mundial |
| WB      | Wound Badge                          | Atorgada als soldats ferits/amb congelacions de l'exèrcit imperial alemany              |

## Asos
| As                           | País          | Servei Militar                                                                           | Victòries | Anotacions |
| ---------------------------- | ------------- | ---------------------------------------------------------------------------------------- | --------- | --- |
| Laurence W. Allen            | Regne Unit    | Royal Flying Corps, Royal Air Force                                                      | 10        | Military Cross |
| Edgar O. Amm                 | Sud-àfrica    | Royal Flying Corps, Royal Air Force                                                      | 10        | Distinguished Flying Cross with Bar, French Croix de Guerre, Belgian Croix de Guerre                                                                                 |
| Leopold Anslinger            | Alemanya      | Luftstreitkräfte                                                                         | 10        | Iron Cross, Austro-Hungarian Military Merit Cross |
| Gordon Apps                  | Regne Unit    | Royal Flying Corps, Royal Air Force                                                      | 10        | Distinguished Flying Cross |
| Edward Dawson Atkinson       | Regne Unit    | Royal Flying Corps, Royal Air Force                                                      | 10        | Distinguished Flying Cross, Air Force Cross |
| Paul Aue                     | Alemanya      | Luftstreitkräfte                                                                         | 10        | |
| Dietrich Averes              | Alemanya      | Luftstreitkräfte                                                                         | 10        | |
| Herbert H. Beddow            | Regne Unit    | Royal Flying Corps, Royal Air Force                                                      | 10        | |
| Hilliard Brooke Bell         | Canadà        | Royal Flying Corps, Royal Air Force                                                      | 10        | Military Cross, Italian Medal for Military Valor |
| Hans Berr                    | Alemanya      | Luftstreitkräfte                                                                         | 10        | Pour le Mérite, Royal House Order of Hohenzollern, Iron Cross |
| Robert A. Birkbeck           | Regne Unit    | Royal Flying Corps, Royal Air Force                                                      | 10        | Distinguished Flying Cross |
| Maurice Bizot                | França        | Aéronautique Militaire                                                                   | 10        | Legion d'Honneur, Médaille militaire, Croix de Guerre |
| Franz Brandt                 | Alemanya      | Luftstreitkräfte                                                                         | 10        | Royal House Order of Hohenzollern, Iron Cross |
| Otto Brauneck                | Alemanya      | Luftstreitkräfte                                                                         | 10        | Iron Cross |
| Lloyd S. Breadner            | Canadà        | Royal Naval Air Service, Royal Air Force, Royal Canadian Air Force                       | 10        | Distinguished Service Cross. Retired as Canada's Air Chief Marshal in 1945.                                                                                          |
| Arthur Roy Brown             | Canadà        | Royal Naval Air Service, Royal Air Force                                                 | 10        | Distinguished Service Cross with Bar. Involved in Manfred von Richthofen's last fight.                                                                               |
| Frederick E. Brown           | Canadà        | Royal Flying Corps, Royal Air Force                                                      | 10        | Military Cross with Bar, French Croix de Guerre |
| Sydney Carlin                | Regne Unit    | Royal Flying Corps, Royal Air Force                                                      | 10        | Military Cross, Distinguished Flying Cross, Distinguished Conduct Medal                                                                                              |
| Robert L. Chidlaw-Roberts    | Regne Unit    | Royal Flying Corps                                                                       | 10        | Military Cross, Royal Air Force |
| Cecil Clark                  | Regne Unit    | Royal Flying Corps, Royal Air Force                                                      | 10        | |
| Adrian Cole                  | Austràlia     | Australian Flying Corps, Royal Flying Corps, Royal Air Force, Royal Australian Air Force | 10        | Distinguished Service Order, Military Cross, Distinguished Flying Cross. Rose to Air Vice-Marshal.                                                                   |
| Valentine Collins            | Regne Unit    | Royal Flying Corps, Royal Air Force                                                      | 10        | |
| Jack A. Cunningham           | Regne Unit    | Royal Flying Corps Royal Air Force                                                       | 10        | Distinguished Service Order, Distinguished Flying Cross, Belgian Order of Leopold, French Legion d'Honneur, Belgian Croix de Guerre, French Croix de Guerre          |
| Douglas A. Davies            | Regne Unit    | Royal Flying Corps, Royal Air Force                                                      | 10        | Distinguished Flying Cross, French Croix de Guerre |
| Edgar G. Davies              | Regne Unit    | Royal Flying Corps, Royal Air Force                                                      | 10        | Distinguished Flying Cross with Bar, Belgian Croix de Guerre |
| Martin Dehmisch              | Alemanya      | Luftstreitkräfte                                                                         | 10        | |
| Pruett M. Dennett            | Regne Unit    | Royal Naval Air Service, Royal Air Force                                                 | 10        | |
| Robert Dodds                 | Canadà        | Royal Flying Corps, Royal Air Force                                                      | 10        | Military Cross. Helped found forerunner to Air Canada. |
| Aubrey Ellwood               | Regne Unit    | Royal Naval Air Service, Royal Air Force                                                 | 10        | Knight Commander of the Order of the Bath, Distinguished Service Cross. Rose to Air Marshal.                                                                         |
| William H. Farrow            | Regne Unit    | Royal Flying Corps, Royal Air Force                                                      | 10        | Distinguished Flying Cross |
| Karl Gallwitz                | Alemanya      | Luftstreitkräfte                                                                         | 10        | Iron Cross |
| Cecil Gardner                | Regne Unit    | Royal Flying Corps, Royal Air Force                                                      | 10        | Distinguished Flying Cross |
| Lucien Gasser                | França        | Aéronautique Militaire                                                                   | 10        | Legion d'Honneur, Médaille militaire, Croix de Guerre |
| Thomas Gerrard               | Regne Unit    | Royal Naval Air Service, Royal Air Force                                                 | 10        | Distinguished Service Cross, French Croix de Guerre |
| Gerald Gibbs                 | Austràlia     | Royal Flying Corps, Royal Air Force                                                      | 10        | Military Cross with two Bars, French Legion d'Honneur, French Croix de Guerre. Later British delegate to UN.                                                         |
| Stanley Goble                | Austràlia     | Royal Naval Air Service, Royal Air Force                                                 | 10        | Order of the British Empire, Order of the Indian Empire, Distinguished Service Order, Distinguished Service Cross, French Croix de Guerre. Rose to Air Vice Marshal. |
| Justus Grassmann             | Alemanya      | Luftstreitkräfte                                                                         | 10        | Royal House Order of Hohenzollern, Iron Cross |
| Lloyd Hamilton               | E. Units      | Royal Flying Corps, Royal Air Force, US Army Air Service                                 | 10        | Distinguished Service Cross, British Distinguished Flying Cross |
| George Stacey Hodson         | Regne Unit    | Royal Flying Corps, Royal Air Force                                                      | 10        | Air Force Cross, Belgian Croix de Guerre |
| Will Hubbard                 | Regne Unit    | Royal Flying Corps, Royal Air Force, Royal Australian Air Force                          | 10        | Distinguished Flying Cross |
| William Edward Jenkins       | Regne Unit    | Royal Flying Corps                                                                       | 10        | |
| Duerson Knight               | E. Units      | Royal Air Force, US Army Air Service                                                     | 10        | Scored his victories while assigned to RAF. |
| Alfred Michael Koch          | Canadà        | Royal Flying Corps, Royal Air Force                                                      | 10        | Military Cross |
| Auguste Lahoulle             | França        | Aéronautique Militaire                                                                   | 10        | Legion d'Honneur, Croix de Guerre. Rose to General during World War II.                                                                                              |
| Patrick Anthony Langan-Byrne | Regne Unit    | Royal Flying Corps                                                                       | 10        | Distinguished Service Order |
| Oliver C. LeBoutillier       | E. Units      | Royal Naval Air Service, Royal Air Force                                                 | 10        | Became Hollywood stunt pilot postwar. |
| Paul Lotz                    | Alemanya      | Luftstreitkräfte                                                                         | 10        | |
| John Joseph Malone           | Canadà        | Royal Naval Air Service                                                                  | 10        | Distinguished Service Order |
| Rudolf Matthaei              | Alemanya      | Luftstreitkräfte                                                                         | 10        | Iron Cross |
| Alfred E. McKay              | Canadà        | Royal Flying Corps                                                                       | 10        | Military Cross |
| Guy Borthwick Moore          | Canadà        | Royal Flying Corps, Royal Air Force                                                      | 10        | Military Cross |
| Max Ritter von Mulzer        | Alemanya      | Luftstreitkräfte                                                                         | 10        | Pour le Mérite, Military Order of Max Joseph, Iron Cross |
| Alfons Nagler                | Alemanya      | Luftstreitkräfte                                                                         | 10        | Iron Cross |
| Friedrich Navratil           | Austriohongia | Luftfahrtruppen                                                                          | 10        | Later rose to general. |
| Gordon Olley                 | Regne Unit    | Royal Flying Corps, Royal Air Force                                                      | 10        | Military Medal |
| John Paynter                 | Regne Unit    | Royal Naval Air Service, Royal Air Force                                                 | 10        | Distinguished Service Cross |
| Jean Andre Pezon             | França        | Aéronautique Militaire                                                                   | 10        | Legion d'Honneur, Médaille militaire, Croix de Guerre |
| Croye Pithey                 | Sud-àfrica    | Royal Flying Corps, Royal Air Force                                                      | 10        | Distinguished Flying Cross with Bar. |
| Charles Quette               | França        | Aéronautique Militaire                                                                   | 10        | Médaille militaire, Croix de Guerre |
| Arthur Randall               | Regne Unit    | Royal Flying Corps, Royal Air Force                                                      | 10        | Distinguished Flying Cross |
| Harold Redler                | Regne Unit    | Royal Flying Corps, Royal Air Force                                                      | 10        | Military Cross |
| Harry Robinson               | Regne Unit    | Royal Flying Corps, Royal Air Force                                                      | 10        | Military Cross, French Croix de Guerre |
| Indra Lal Roy                | Índia         | Royal Flying Corps, Royal Air Force                                                      | 10        | Distinguished Flying Cross. L'únic as indi de la història. |
| Laurent B. Ruamps            | França        | Aéronautique Militaire                                                                   | 10        | Legion d'Honneur, Medaille Militaire, Croix de Guerre |
| John Rudkin                  | Regne Unit    | Royal Flying Corps, Royal Air Force                                                      | 10        | |
| Reginald H. Rusby            | Regne Unit    | Royal Flying Corps, Royal Air Force                                                      | 10        | Distinguished Flying Cross |
| Hans Schuez                  | Alemanya      | Luftstreitkräfte                                                                         | 10        | |
| Alfred Shepherd              | Austràlia     | Royal Flying Corps                                                                       | 10        | Distinguished Service Order, Military Cross |
| Werner Steinhäuser           | Alemanya      | Luftstreitkräfte                                                                         | 10        | |
| Raoul Stojsavljevic          | Austriohongia | Luftfahrtruppen                                                                          | 10        | Order of Leopold, Order of the Iron Crown, Military Merit Cross, Medal for Bravery, German Iron Cross                                                                |
| Jacques Swaab                | E. Units      | US Army Air Service                                                                      | 10        | Distinguished Service Cross |
| Frank H. Taylor              | Canadà        | Royal Flying Corps, Royal Air Force                                                      | 10        | Military Cross |
| Edmond Thieffry              | Bèlgica       | Belgian Military Aviation                                                                | 10        | Order of Leopold II, Croix de Guerre |
| Erich Thomas                 | Alemanya      | Luftstreitkräfte                                                                         | 10        | Iron Cross |
| John Henry Tudhope           | Sud-àfrica    | Royal Flying Corps, Royal Air Force, Royal Canadian Air Force                            | 10        | Military Cross with Bar. |
| Paul Turck                   | Alemanya      | Luftstreitkräfte                                                                         | 10        | |
| Stanley Wallage              | Regne Unit    | Royal Flying Corps, Royal Air Force                                                      | 10        | Military Cross |
| William Lewis Wells          | Regne Unit    | Royal Flying Corps, Royal Air Force                                                      | 10        | Military Cross with Bar. |
| Paul Wenzel                  | Alemanya      | Luftstreitkräfte                                                                         | 10        | |
| Russell Winnicott            | Regne Unit    | Royal Flying Corps                                                                       | 10        | Military Cross |
| Hans Wolff                   | Alemanya      | Luftstreitkräfte                                                                         | 10        | Iron Cross |